# Thomas Riveros
Thomas Riveros Eugui (Caracas; 5 de octubre de 2001) es un futbolista venezolano-chileno. Juega como guardameta en Monagas de la Primera División de Venezuela.

## Inicios
Producto de la cantera del Deportivo La Guaira, Riveros jugó para ellos en el primer nivel venezolano y para la Universidad Central en el segundo nivel antes de unirse al Carabobo en 2021.
En 2025, Riveros fichó por el Monagas.
A nivel internacional, fue convocado con frecuencia a los entrenamientos de la selección venezolana sub-20.

## Vida personal
Riveros posee la nacionalidad chilena por descendencia, ya que su padre y su familia paterna son chilenos.